# Regementsförvaltare
Regementsförvaltare (förkortning: regfv) är den högsta specialistofficersgraden inom svenska försvarsmakten. Graden infördes 1 januari 2009 och placeras under OR-9 (NATO-nivån "Other Ranks"). Motsvarigheten i flottan och flygvapnet är flottiljförvaltare.

## Regementsförvaltare
Graden infördes den 1 januari 2009 som den högsta specialistofficersgraden i armén och amfibiekåren, över förvaltare. Tjänsteställningsmässigt är graden placerad mellan major och överstelöjtnant.
År 2017 utnämndes Joacim Blomgren till arméförvaltare vid Högkvarteret. Arméförvaltare, förbandsförvaltare, skolförvaltare eller flottiljförvaltare är ingen faktisk grad, utan en befattning på en person som innehar graden regementsförvaltare.
Regementsförvaltare översätts till Regimental Sergeant Major på engelska.

### Gradbeteckning
I armén används två stjärnknappar under kunglig krona. I Amfibiekåren används fyra stycken 8 mm guldgaloner över Amfibiekårens truppslagstecken.

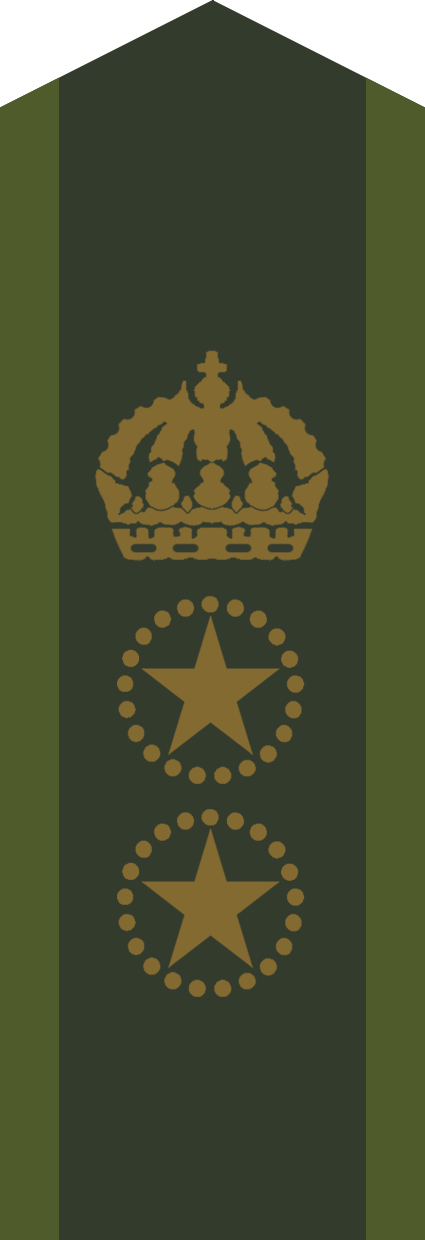
Armén (fältuniform)
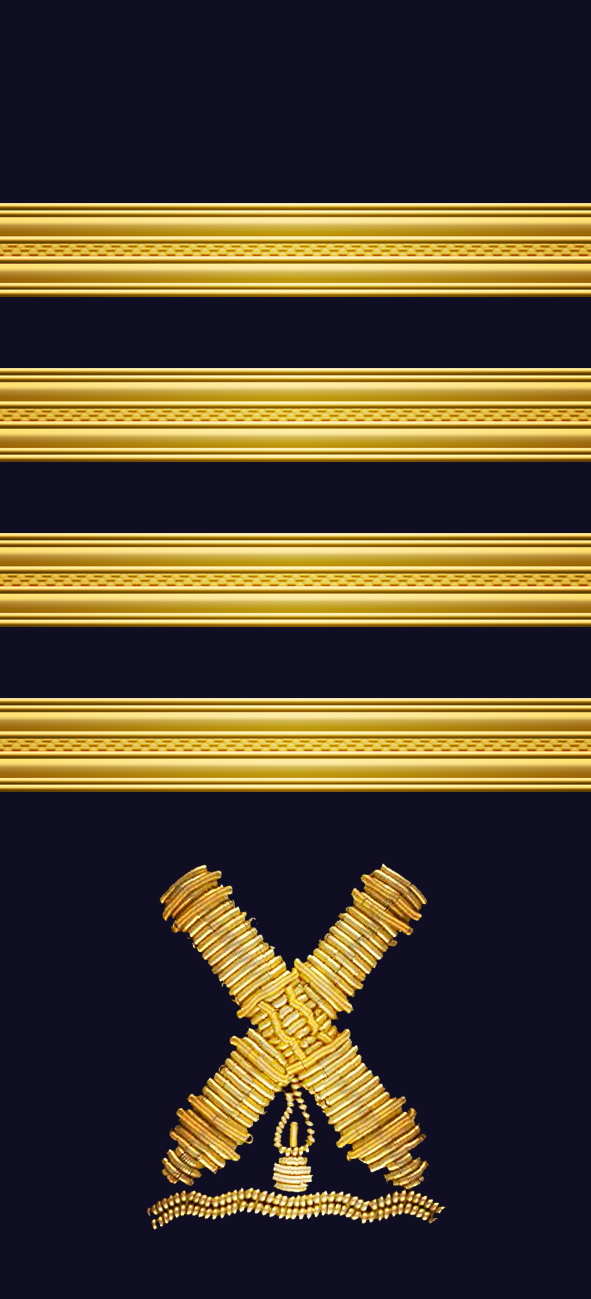
Amfibiekåren (uniform m/87)

### Gradbeteckning på ärm

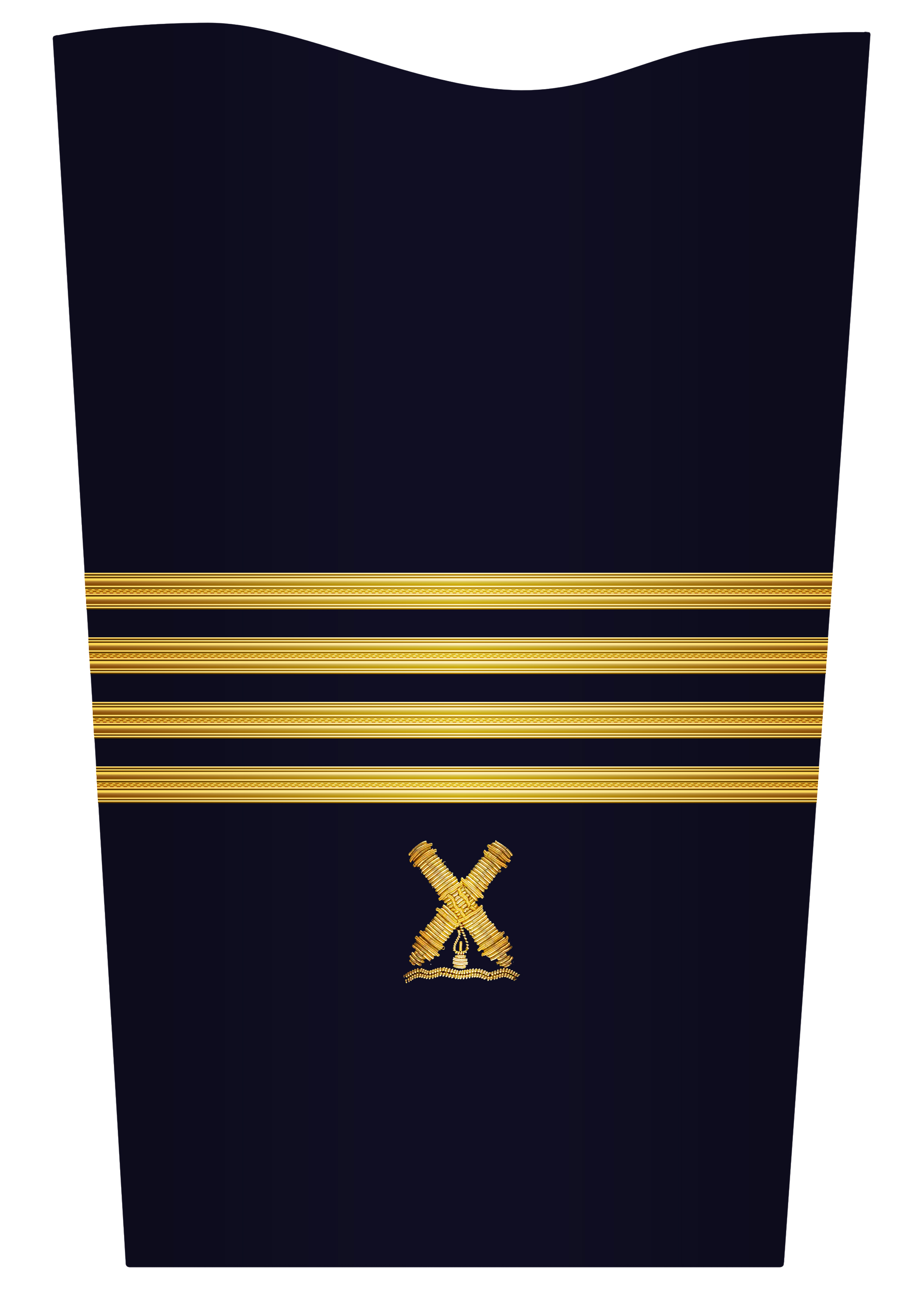
Amfibiekåren (innerkavaj m/48, mässdräkt)

### Gradbeteckning på huvudbonad
Agraff och mössmärke för specialistofficer bärs.

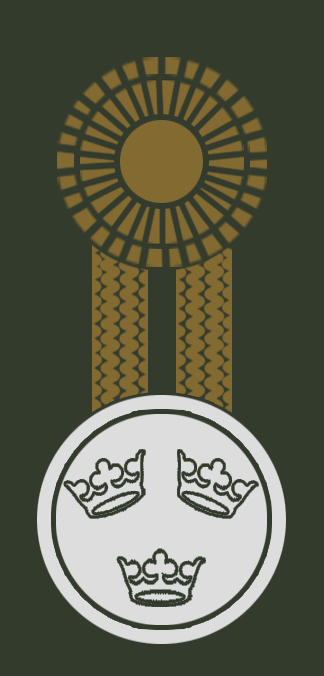
Armén (fältmössa 90, pälsmössa m/59)
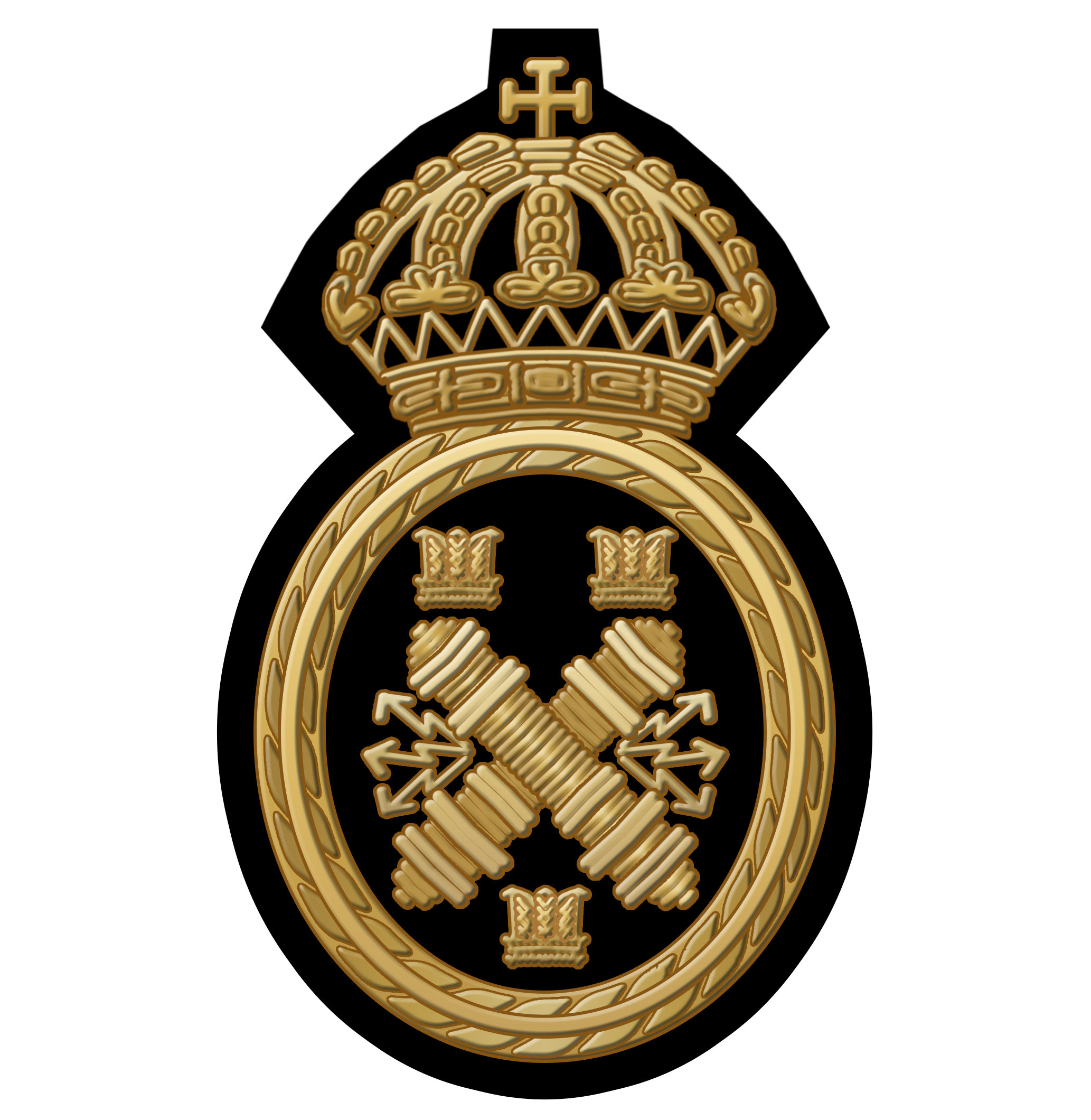
Amfibiekåren (skärmmössa m/87, båtmössa m/48)

## Internationell jämförelse
Graden är inplacerad i NATO-nivån OR-9, vilket motsvarar följande grader nedan i olika länders försvarsmakter.
| OR-9 | Land/Försvarsmakt                    | Grad                                     | Gradbeteckning |
| ---- | ------------------------------------ | ---------------------------------------- | -------------- |
|      | USA:s armé                           | Sergeant Major Command Sergeant Major    |                |
|      | USA:s marinkår                       | Sergeant Major Master Gunnery Sergeant   |                |
|      | Brittiska armén                      | Warrant Officer 1st Class                |                |
|      | Bundeswehr (Tysklands försvarsmakt)  | Oberstabsfeldwebel                       |                |
|      | Franska armén                        | Major                                    |                |
|      | Danmarks armé                        | Chefsergent                              |                |
|      | Finlands armé                        | Militärmästare                           |                |
|      | Norges armé                          | Sersjantmajor                            |                |
|      | Estniska armén                       | Ülemveebel                               |                |
|      | Schweiziska armén                    | Stabsadjutant Hauptadjutant Chefadjutant |                |
|      | Bundesheer (Österrikes försvarsmakt) | Offiziersstellvertreter Vizeleutnant     |                |